# 2-dehidro-3-dezoksi-D-glukonat 6-dehidrogenaza
2-dehidro-3-dezoksi--glukonat 6-dehidrogenaza (EC 1.1.1.126, 2-keto-3-dezoksi--glukonat dehidrogenaza, 2-keto-3-dezoksiglukonat dehidrogenaza) je enzim sa sistematskim imenom 2-dehidro-3-dezoksi--glukonat:NADP+ 6-oksidoreduktaza. Ovaj enzim katalizuje sledeću hemijsku reakciju
2-dehidro-3-dezoksi--glukonat + NADP+ {\displaystyle \rightleftharpoons } (4S,5S)-4,5-dihidroksi-2,6-dioksoheksanoat + NADPH + H+

## Literatura
- Nicholas C. Price; Lewis Stevens (1999). Fundamentals of Enzymology: The Cell and Molecular Biology of Catalytic Proteins (Third изд.). USA: Oxford University Press. ISBN 019850229X.
- Eric J. Toone (2006). Advances in Enzymology and Related Areas of Molecular Biology, Protein Evolution (Volume 75 изд.). Wiley-Interscience. ISBN 0471205036.
- Branden C; Tooze J. Introduction to Protein Structure. New York, NY: Garland Publishing. ISBN 0-8153-2305-0.
- Irwin H. Segel. Enzyme Kinetics: Behavior and Analysis of Rapid Equilibrium and Steady-State Enzyme Systems (Book 44 изд.). Wiley Classics Library. ISBN 0471303097.
- William P. Jencks (1987). Catalysis in Chemistry and Enzymology. Dover Publications. ISBN 0486654605.

## Spoljašnje veze
- 2-dehydro-3-deoxy-D-gluconate+6-dehydrogenase на 